# Dichillus
Dichillus (лат.) — род жуков из семейства чернотелок. Около 80 видов. Палеарктика.

## Описание
Голова с наибольшей шириной перед глазами, откуда она суживается по направлению вперёд и к основанию. Боковой край головы без вырезки. Глаза полностью разделены щекой на две части.
Пронотум удлинённый, голова шире пронотума. Суборбитальные кили выражены. Бока переднеспинки и надкрылий гладкие.

## Систематика
Около 80 видов.
- Dichillus carinatus (Küster, 1848)
- Dichillus chujoi Kaszab, 1966
- Dichillus corsicus (Solier, 1838)
- Dichillus crassicornis Allard, 1869
- Dichillus formicophilus Breit, 1914
- Dichillus grimmi Schawaller & Bellersheim, 2022[3]
- Dichillus kuschstaberi Kaszab, 1980
- Dichillus laeviusculus Kraatz, 1862
- Dichillus minutus (Solier, 1838)
- Dichillus obenbergeri Maran, 1935
- Dichillus pertusus (Kiesenwetter, 1861)
- Dichillus siamicus Schawaller & Bellersheim, 2022[3]
- Dichillus socius Rottenberg, 1870
- Dichillus subcostatus (Solier, 1838)
- Dichillus subsetulosus Reitter, 1886
- Dichillus subtilis Kraatz, 1862
- Dichillus weberi C. Muller, 1916
- другие